# Ordre du Phénix de Hohenlohe

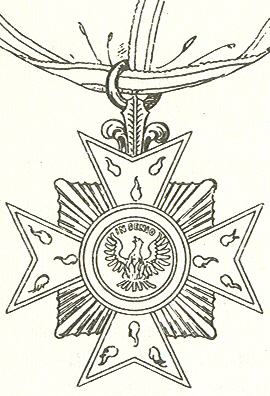
La croix de l'ordre.

L'Ordre du Phénix de Hohenlohe est un ordre de chevalerie dont l'objectif est de récompenser le mérite et les services dévoués à la Maison de Hohenlohe.
Il est une section de l'Ordre de l'Oriflamme fondé par le prince Philippe Ernest de Hohenlohe-Waldenburg-Schillingfürst en 1757 destiné à récompenser les actes méritants à l'égard de la famille de Hohenlohe.

## Histoire
Le prince Charles Albert Ier, fils du fondateur de l’ordre, devint en tant qu’aîné de la branche principale, chef de la Maison Hohenlohe-Waldenburg et il renouvela l’ordre en 1770 sous le nouveau nom d’Ordre de chevalerie du Phénix et de la maison de Hohenlohe destiné à des nobles allemands d’au moins quatre quartiers tout comme à des étrangers après vérification de leur noblesse.
Ce fut ensuite le prince Léopold à Hohenlohe-Bartenstein qui donna encore d’autres statuts à l’ordre. Il fut alors divisé en deux classes: l’ordre proprement dit de la Maison de Hohenlohe, délivré uniquement à des membres de cette Maison et à des membres de maisons princières et comtales nom médiatisées de l’empire; la deuxième classe ou Ordre du Phénix étant destiné à des nobles au service de la maison de Hohenlohe qui pouvaient même être des dames.
C'est ainsi que l'Ordre du Phénix de Hohenlohe put également servir à récompenser les émigrés français et leurs officiers allemands ou autrichiens ou russes qui s'étaient intégrés aux régiments d'Hohenlohe qui combattaient contre la France et qui provenaient de l'armée des princes.

## Les bijoux
L’emblême de l’ordre est une croix de Malte d’émail blanc. Sur chaque bras de la croix il y a trois flammes. Au milieu se trouve un médaillon d’émail bleu cerclé finement d’émail rouge au centre duquel apparaît un phénix issant des flammes. Sur l’avers l’on voit les initiales P. E. (Philippe Ernest) couronnées d’un bonnet de prince.